# Carlos Alberto Diniz
Carlos Alberto Diniz (Rio de Janeiro, 22 de agosto de 1947) é um produtor e roteirista de cinema brasileiro.  

## Carreira
Carlos Alberto Diniz fez sucesso na indústria cinematográfica brasileira entre os anos 1970 e 1980, produzindo e assinando o roteiro de diversos filmes. Estreou no cinema como assistente de produção nos anos 1970 e logo se tornou uma figura importante no mercado.Trabalhou com diretores como Glauber Rocha, Arnaldo Jabor, Nelson Pereira dos Santos, Lael Rodrigues, J.B. Tanko e Tizuka Yamasaki. Foi figura fundamental na produção de alguns dos blockbusters nacionais, como Lua de Cristal, que vendeu mais de cinco milhões de ingressos em 1990 e se tornou o recordista de bilheteria daquela década no Brasil. O roteiro deste filme é dele. O produtor também trabalhou em longas-metragens do grupo Os Trapalhões, enorme sucesso da época, liderado por Renato Aragão. No total, foram três filmes com eles.  
Seu trabalho também impactou o mercado fonográfico. Para o filme Bete Balanço, em 1984, Carlos Alberto Diniz convenceu Cazuza a escrever a música-tema, que entrou no álbum seguinte da banda de rock Barão Vermelho, Maior Abandonado, lançado no mesmo ano. É um sucesso lembrado e cantado até os dias de hoje.

## Vida pessoal
Casou-se em 1975 com a diretora de arte Yurika Yamasaki, com quem teve dois filhos, Lissa e Pedro.

## Filmografia
| Ano  | Título                                       |
| ---- | -------------------------------------------- |
| 1991 | Gaúcho Negro                                 |
| 1990 | Sonho de Verão                               |
| 1990 | Lua de Cristal                               |
| 1988 | Os heróis Trapalhões - Uma Aventura na Selva |

| Ano  | Título                                                      |
| ---- | ----------------------------------------------------------- |
| 2014 | Encantados                                                  |
| 2005 | Gaijing - Ama-me Como Sou                                   |
| 1998 | Simão, o Fantasma Trapalhão                                 |
| 1997 | O Noviço Rebelde                                            |
| 1997 | O Homem Nu                                                  |
| 1991 | Gaúcho Negro                                                |
| 1991 | Inspetor Faustão e o Mallandro: A Missão (Primeira e Única) |
| 1990 | Sonho de Verão                                              |
| 1990 | Lua de Cristal                                              |
| 1989 | Os Trapalhões na Terra dos Monstros                         |
| 1988 | Os Heróis Trapalhões - Uma Aventura na Selva                |
| 1987 | Leila Diniz                                                 |
| 1987 | Os Fantasmas Trapalhões                                     |
| 1987 | Sonho de Valsa                                              |
| 1986 | Rock Estrela                                                |
| 1984 | Patriamada                                                  |
| 1984 | Bete Balanço                                                |
| 1983 | Parahyba Mulher Macho                                       |
| 1983 | Bar Esperança                                               |
| 1982 | Rio Babilônia                                               |
| 1980 | A Idade da Terra                                            |
| 1980 | Gaijin - Os Caminhos da Liberdade                           |
| 1978 | Tudo Bem                                                    |
| 1977 | Tenda dos Milagres                                          |

1. ↑  «Carlos Alberto Diniz». IMDb. Consultado em 15 de fevereiro de 2018
2. 1 2  Lyra, Marcelo (2001). «Cacá Diniz: Produtor Plural». Verve Comunicação. Consultado em 14 de fevereiro de 2018
3. ↑  «Depois de 25 anos, elenco de 'Lua de cristal' se encontra no Festival do Rio». Ego
4. ↑  Bueno, Zuleika de Paula (2005). «LEIA O LIVRO, VEJA O FILME, COMPRE O DISCO: a produção cinematográfica juvenil brasileira na década de 1980.» (PDF). Universidade Estadual de Campinas. Consultado em 14 de fevereiro de 2018